# Société Canadienne de l'Équité
La Société Canadienne de l'Équité  était une association d'agriculteurs fondée en 1908, et active dans l'Ouest du Canada au début du XXe siècle.

## Histoire
La Société Canadienne de l'Équité est d'abord  fondée à Indianapolis sous le simple nom de Société de l'Équité. Il s'agit alors d'une association américaine. Mais elle devient rapidement active au Canada au début du XXe siècle, dans l'Alberta puis dans ce qui était alors les Territoires du nord-ouest et qui est devenu plus tard les provinces canadiennes de la Saskatchewan et de l'Alberta. Elle avait pour objet de défendre les agriculteurs dans leur lutte contre les négociants en grains et les chemins de fer. Elle a joué un rôle important dans l'obtention de la législation favorable aux céréaliers.
La Société Canadienne de l'Équité a investi dans des structures coopératives, menée par ses dirigeants George Long et Henry Wise Wood, qui y perdront leurs apports personnels.
En 1909, la Société Canadienne de l'Équité a fusionné avec l'AFA, créée en 1903, pour former l'United Farmers of Alberta (UFA). Henry Wise Wood, de la Société Canadienne de l'Équité, prend la présidence du nouvel ensemble. Une décennie plus tard, il mènera un combat intense mais sans succès pour empêcher l'United Farmers of Alberta d'entrer en politique, dans les années 1920.
Face à lui, John Edward Brownlee, avocat et homme politique canadien emporte l'adhésion et l'UFA entre en politique ce qui mène ce dernier au poste de premier ministre de l'Alberta de 1925 à 1934.